# Bopfingen
Bopfingen – miasto w Niemczech, w kraju związkowym Badenia-Wirtembergia, w rejencji Stuttgart, w regionie Ostwürttemberg, w powiecie Ostalb, siedziba wspólnoty administracyjnej Bopfingen. Leży w Jurze Szwabskiej, w Härtsfeldzie, ok. 18 km na wschód od Aalen, przy drodze krajowej B29 i linii kolejowej (Aalen–Nördlingen).